# Lyrognathus pugnax
Lyrognathus pugnax é uma espécie de aranha pertencente à família Theraphosidae (tarântulas).